# Turirejo (Demak)
Turirejo is een bestuurslaag in het regentschap Demak van de provincie Midden-Java, Indonesië. Turirejo telt 5800 inwoners (volkstelling 2010).